# Myron Tarnawskyj

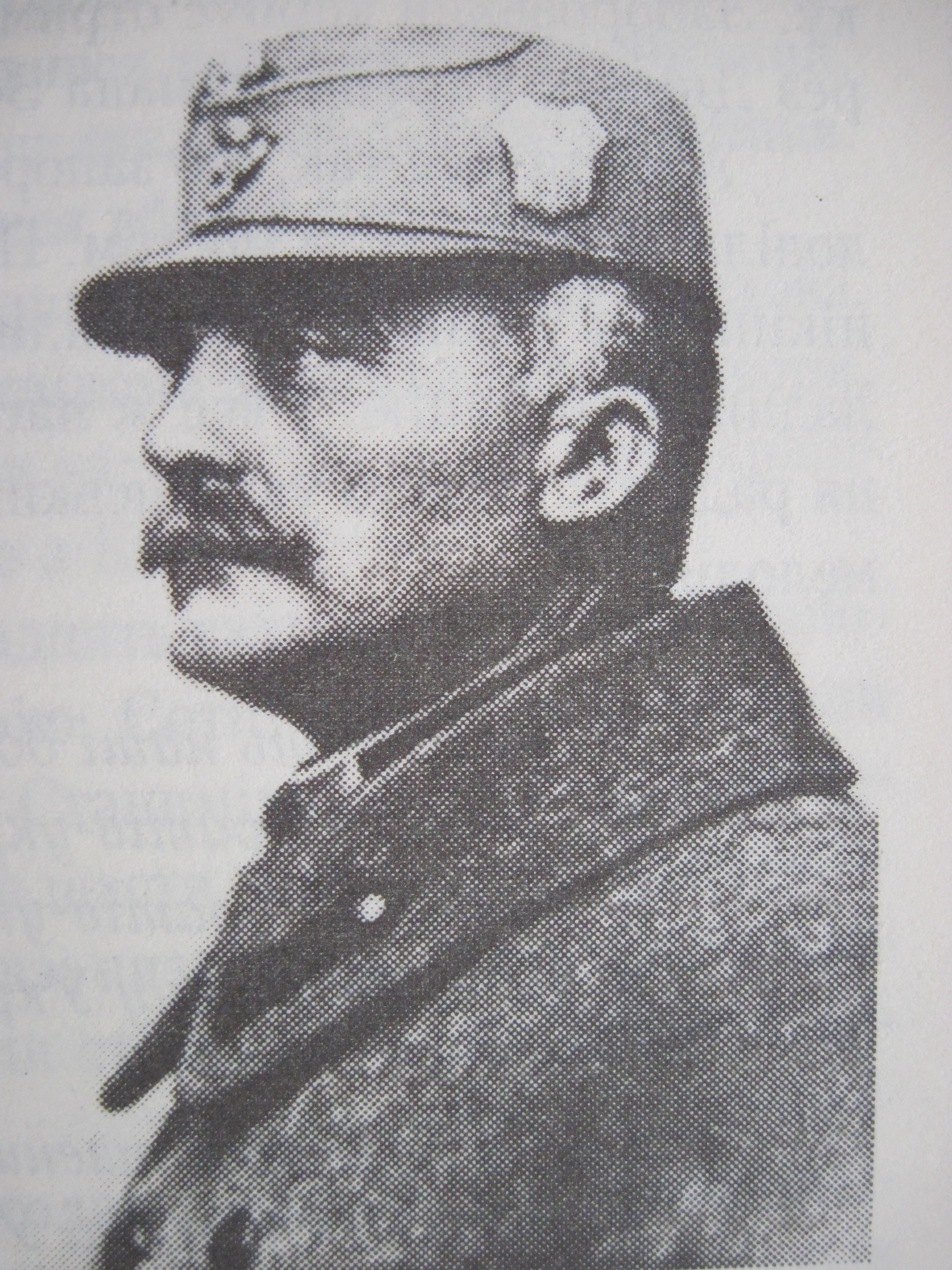
Myron Tarnawskyj

Myron Omeljanowytsch Tarnawskyj (ukrainisch Мирон Омелянович Тарнавський; * 29. August 1869 in Baryliw, Galizien, Österreich-Ungarn; † 29. Juni 1938 in Lwiw, Zweite Polnische Republik) war ein ukrainischer General und Oberbefehlshaber der Ukrainisch-galizischen Armee (Українська галицька армія), den regulären Streitkräften der Westukrainischen Volksrepublik.

## Leben
Myron Tarnawskyj kam im Dorf Baryliw (Барилів) im österreichischen Kronland Königreich Galizien und Lodomerien, im Norden der heute ukrainischen Oblast Lwiw, als Sohn eines Priesters der Ukrainisch-griechisch-katholischen Kirche zur Welt. Er absolvierte 1892 die Offiziersschule in Wien und nahm als Offizier des Österreichischen Heeres am Ersten Weltkrieg teil.
Nachdem er 1916 zum Major der österreichischen Armee befördert worden war, wurde ihm das Kommando über die Legion der Sitscher Schützen übertragen. 1918 wurde er zum Oberstleutnant befördert und kommandierte in der Zentralukraine das 16. Infanterieregiment. Nach dem Zerfall Österreich-Ungarns trat er am 12. Februar 1919 in die Ukrainisch-galizischen Armee (UGA) der neu gegründeten Westukrainischen Volksrepublik ein, wo er alsbald Oberst und Kommandeur des Zweiten Korps wurde und am Polnisch-Ukrainischen Krieg
teilnahm. Nach Niederlagen gegen die polnische Armee musste sich die UGA im Juli 1919 hinter den Sbrutsch zurückziehen und schloss sich der Armee der Ukrainischen Volksrepublik an. Tarnawskyj wurde zum Kommandeur der UGA ernannt und befehligte diese während des gemeinsamen Feldzugs der ukrainischen Armeen in Kiew und Odessa.
Angesichts des miserablen Zustands seiner Armee, die unter Munitionsmangel, hohen Verlusten, mangelhafter Versorgung und einer Typhus-Epidemie zu leiden hatte, vereinbarte er separat am 6. November 1919 mit dem Kommando der Freiwilligenarmee von Anton Denikin einen Anschluss der UGA an die Truppen Denikins, um die Überreste seiner Armee zu retten. Weil er mit Denikin einen politisch nicht autorisierten Waffenstillstand vereinbart hatte, wurde er am 7. November 1919 als Oberbefehlshaber abgesetzt und von einem Feldgericht zum Korpsführer degradiert.
Nachdem die UGA im Februar 1920 Teil der Roten Armee wurde, verließ er diese. Am 21. Juli 1920 wurde er von den Polen verhaftet und in einem Lager in Tuchola 5 Monate interniert. Nach seiner Entlassung lebte er im Dorf Tschernyzja im nun polnischen Ostgalizien.
Tarnawskyj starb 68-jährig in Lwiw (anderen Quellen nach in Tschernyzja) und wurde auf dem Janiwskyj-Friedhof in Lwiw bestattet.